# Lijst van nummer 1-albums in de Nederlandse Album Top 100 in 1976
Onderstaande albums stonden in 1976 op nummer 1 in de Nationale Hitparade LP Top 20, de voorloper van de huidige Nederlandse Album Top 100. De Nationale Hitparade LP Top 20 werd wekelijks samengesteld door Buma/Stemra in opdracht van de Nationale Hitparade.
| Nummer | Datum        | Artiest                | Titel                    |
| ------ | ------------ | ---------------------- | ------------------------ |
| 84     | 3 januari    | George Baker Selection | A Song for You           |
| 85     | 10 januari   | Queen                  | A Night at the Opera     |
|        | 17 januari   | Queen                  | A Night at the Opera     |
|        | 24 januari   | Queen                  | A Night at the Opera     |
|        | 31 januari   | Queen                  | A Night at the Opera     |
|        | 7 februari   | Queen                  | A Night at the Opera     |
|        | 14 februari  | Queen                  | A Night at the Opera     |
|        | 21 februari  | Queen                  | A Night at the Opera     |
|        | 28 februari  | Queen                  | A Night at the Opera     |
| 86     | 6 maart      | Bob Dylan              | Desire                   |
|        | 13 maart     | Bob Dylan              | Desire                   |
|        | 20 maart     | Bob Dylan              | Desire                   |
|        | 27 maart     | Bob Dylan              | Desire                   |
|        | 3 april      | Bob Dylan              | Desire                   |
|        | 10 april     | Bob Dylan              | Desire                   |
|        | 17 april     | Bob Dylan              | Desire                   |
|        | 24 april     | Bob Dylan              | Desire                   |
| 87     | 1 mei        | The Rolling Stones     | Black and Blue           |
|        | 8 mei        | The Rolling Stones     | Black and Blue           |
|        | 15 mei       | The Rolling Stones     | Black and Blue           |
|        | 22 mei       | The Rolling Stones     | Black and Blue           |
|        | 29 mei       | The Rolling Stones     | Black and Blue           |
|        | 5 juni       | The Rolling Stones     | Black and Blue           |
| 88     | 12 juni      | Julien Clerc           | Nº7                      |
| 87     | 19 juni      | The Rolling Stones     | Black and Blue           |
|        | 26 juni      | The Rolling Stones     | Black and Blue           |
| 89     | 3 juli       | Lee Towers             | It's Raining in My Heart |
| 90     | 10 juli      | Neil Diamond           | Beautiful Noise          |
|        | 17 juli      | Neil Diamond           | Beautiful Noise          |
| 89     | 24 juli      | Lee Towers             | It's Raining in My Heart |
| 90     | 31 juli      | Neil Diamond           | Beautiful Noise          |
|        | 7 augustus   | Neil Diamond           | Beautiful Noise          |
|        | 14 augustus  | Neil Diamond           | Beautiful Noise          |
|        | 21 augustus  | Neil Diamond           | Beautiful Noise          |
|        | 28 augustus  | Neil Diamond           | Beautiful Noise          |
|        | 4 september  | Neil Diamond           | Beautiful Noise          |
|        | 11 september | Neil Diamond           | Beautiful Noise          |
|        | 18 september | Neil Diamond           | Beautiful Noise          |
| 91     | 25 september | George Baker Selection | River Song               |
|        | 2 oktober    | George Baker Selection | River Song               |
|        | 9 oktober    | George Baker Selection | River Song               |
| 92     | 16 oktober   | Bryan Ferry            | Let's Stick Together     |
|        | 23 oktober   | Bryan Ferry            | Let's Stick Together     |
|        | 30 oktober   | Bryan Ferry            | Let's Stick Together     |
| 93     | 6 november   | Stevie Wonder          | Songs in the Key of Life |
|        | 13 november  | Stevie Wonder          | Songs in the Key of Life |
| 94     | 20 november  | ABBA                   | Arrival                  |
|        | 27 november  | ABBA                   | Arrival                  |
|        | 4 december   | ABBA                   | Arrival                  |
|        | 11 december  | ABBA                   | Arrival                  |
|        | 18 december  | ABBA                   | Arrival                  |
|        | 25 december  | ABBA                   | Arrival                  |